# Coke (fotbalista)
Jorge Andújar Moreno (* 26. dubna 1987 Madrid), známý jako Coke, je španělský profesionální fotbalista, který hraje na pozici pravého obránce za španělský klub Levante UD.

## Klubová kariéra
Se Sevillou se probojoval až do finále Evropské ligy 2013/14, v němž jeho tým porazil portugalskou Benfiku Lisabon až v penaltovém rozstřelu (4:2, 0:0 po prodloužení). Coke (stejně jako ostatní tři hráči Sevilly) svůj penaltový pokus proměnil. Evropskou ligu UEFA vyhrál se Sevillou i v následujících sezónách 2014/15 a 2015/16.